# Mick Staton
David Michael "Mick" Staton, född 11 februari 1940 i Parkersburg i West Virginia, död 14 april 2014 i Winchester i Virginia, var en amerikansk politiker (republikan). Han var ledamot av USA:s representanthus 1981–1983.
Staton efterträdde 1981 John G. Hutchinson som kongressledamot och efterträddes 1983 av Bob Wise.
Staton var elektor för Mitt Romney i presidentvalet i USA 2012.